# Teatro delle Dame
Teatro delle Dame, také známé jako Teatro Alibert (což bylo jeho původní jméno) bylo divadlo vybudované v Římě roku 1718 v místě, kde je dnes křižovatka ulic Via D'Alibert a Via Margutta. V průběhu své historie prošlo řadou rekonstrukcí, až roku 1863 definitivně vyhořelo. V 18. století bylo divadlo spolu s divadlem Teatro Capranica hlavním operním domem Říma.

## Historie
Divadlo dal postavit Antonio D'Alibert pro uvádění oper žánru opera seria. Tento projekt zvažoval již jeho otec Jacques D'Alibert, který byl sekretářem královny Kristýny I. Švédská a řídil první římské veřejné divadlo Teatro Tordinona. Teatro Tordinona bylo v roce 1697 zbouráno na příkaz papeže Inocence XII., který přikládal divadlům nemravný vliv na obyvatelstvo.
Tehdejší Teatro Alibert bylo postaveno na pozemku, který sloužil ke hraní pallacordy, hra podobné tenisu. Podle italského historika Saverio Franchi byl architektem pravděpodobně Matteo Sassi (1646–1723). Budova byla ze dřeva a měla sedm podlaží po 32 lóžích. V té době byla největší divadelní budovou v Římě. Divadlo bylo otevřeno roku 1718 Francesca Manciniho Alessandro Severo V roce 1720 architekt Francesco Galli Bibiena ještě budovu rozšířil a hledišti dal nový tvar.
Divadlo mělo úspěch umělecký, ale nikoliv ekonomický. Když byl o Svatém roce vyhlášen celoroční zákaz divadelních představení, zkrachovalo a v následujícím roce bylo prodáno v aukci. Divadlo koupilo konsorcium římské šlechty a přejmenovalo je na Teatro delle Dame. Vedení divadla nakonec přešlo na Řád maltézských rytířů, na nějž měli někteří členové konsorcia úzké vazby. V polovině třicátých let 18. století prošlo divadlo rozsáhlou modernizací pod vedením architekta Ferdinanda Fugy. Znovuotevřeno bylo v roce 1738 představením opery Quinto Fabio Nicoly Logroscina.
V 19. století ztratilo Teatro delle Dame (stejně jako jeho hlavní rival Teatro Capranica) vedoucí pozici při uvádění oper v Římě. Opery zde byly sice hrány i nadále, ale divadlo více sloužilo pro plesy, akrobatická představení a divadelní hry v římském dialektu. Alessandro Torlonia, který získal divadlo v roce 1847, mu dal zděnou budovu a rozšířil jeviště, aby mohlo sloužit také pro jezdecké show. V noci z 15. února 1863 zachvátil divadlo opět požár a zcela je zničil.
Později byl na místě divadla vybudován hotel nazvaný Locanda Alibert. Od roku 2000 slouží jako společenské a kongresové centrum.

## Premiéry v divadle

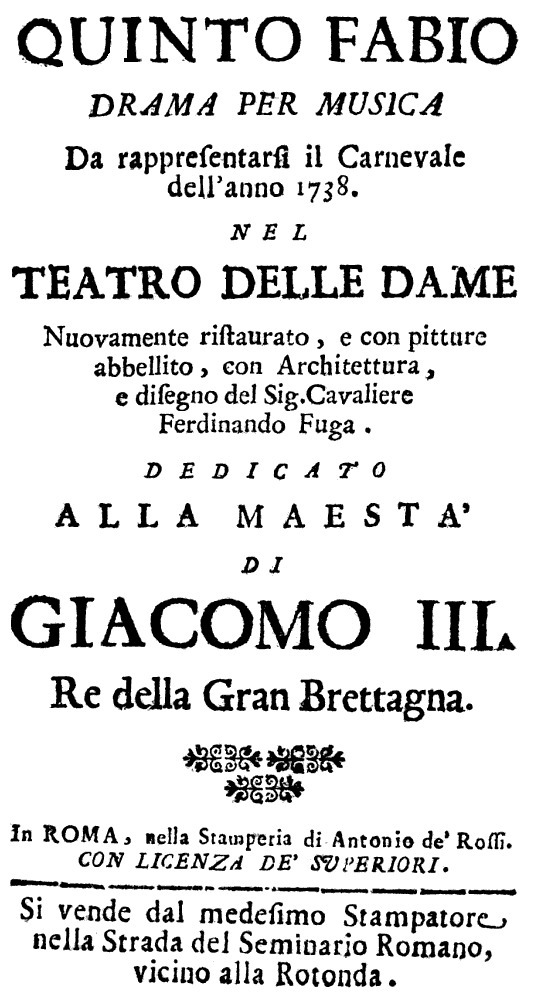
Titulní strana libreta opery Quinto Fabio Nicoly Logroscina, kterou bylo divadlo otevřeno po rekonstrukci roku 1738

- Francesco Mancini: Alessandro Severo (1718)
- Francesco Gasparini: Lucio Vero (1719)
- Francesco Gasparini: Astianatte (1719)
- Francesco Gasparini: Amore e maesta (1720)
- Francesco Gasparini: Il Faramondo (1720)
- Leonardo Vinci: Farnace (1724)
- Domenico Natale Sarro: Il Valdemaro (1726)
- Leonardo Vinci: Didone abbandonata (1726)
- Nicola Porpora: Siroe re di Persia (1727)
- Leonardo Vinci: Gismondo, Re di Polonia (1727)
- Pietro Auletta: Ezio (1728)
- Francesco Feo: Ipermestra (1728)
- Leonardo Vinci: Catone in Utica (1728)
- Leonardo Vinci: La Semiramide riconosciuta (1729)
- Leonardo Vinci: Alessandro nell'Indie (1729)
- Leonardo Vinci: Artaserse (1730)
- Francesco Araja: Ciro riconosciuto (1731)
- Francesco Araja: Il Cleomene(1731)
- Leonardo Leo: Evergete (1731)
- Giovanni Porta: Lucio Papirio dittatore (1732)
- Giuseppe Arena: Achille in Sciro (1738)
- Nicola Bonifacio Logroscino: Il Quinto Fabio (1738)
- Nicola Porpora: Carlo il calvo (1738)
- Gaetano Latilla: Romolo (1739)
- Domènec Terradellas: Astarto (1739)
- Gaetano Latilla: Siroe (1740)
- Giovanni Battista Lampugnani: Semiramide riconosciuta (1741)
- Gioacchino Cocchi: Adelaide (1743)
- Domènec Terradellas: Merope(1743)
- Gioacchino Cocchi: Bajazette (1746)
- Giuseppe Sellitto: Orazio Curiazio (1746)
- Girolamo Abos: Arianna e Teseo (1748)
- Gennaro Manna: Lucio Papirio dittatore (1748)
- Rinaldo di Capua: Mario in Numidia (1749)
- Davide Perez: Il Farnace (1750)
- Davide Perez: Semiramide (1750)
- Baldassare Galuppi: Antigona (1751)
- Niccolò Jommelli: Talestri (1751)
- Domènec Terradellas: Sesostri re d'Egitto (1751)
- Girolamo Abos: Erifile (1752)
- Baldassare Galuppi: Sofonisba (1753)
- Niccolò Jommelli: Attilio Regolo (1753)
- Nicola Conforto: Livia Claudia vestale (1755)
- Tommaso Traetta: Le nozze contrastate (1755)
- Antonio Gaetano Pampani: Demofoonte (1757)
- Tommaso Traetta: Ezio (1757)
- Baldassare Galuppi: Melite riconosciuto (1759)
- Domenico Fischietti: La fiera di Sinigaglia (1760)
- Niccolò Piccinni: La Cecchina, ossia La buona figliuola (1760)
- Niccolò Piccinni: Olimpiade (1761)
- André Ernest Modeste Grétry: La vendemmiatrice (1765)
- João de Sousa Carvalho: La Nitteti (1766)
- Gian Francesco de Majo: Antigona (1768)
- Gian Francesco de Majo: Adriano in Siria (1769)
- Carlo Monza: Demetrio (1769)
- Florian Leopold Gassmann: Ezio (1770)
- Carlo Monza: Germanico in Germania (1770)
- Pasquale Anfossi: Quinto Fabio (1771)
- Niccolò Jommelli: Achille in Sciro (1771)
- Giovanni Paisiello: Motezuma (1772)
- Pasquale Anfossi: L'incognita perseguitata (1773)
- Pasquale Anfossi: La finta giardiniera (1774)
- Pasquale Anfossi: La vera costanza (1776)
- Pasquale Anfossi: Il curioso indiscreto (1777)
- Bernardo Ottani: La sprezzante abbandonata, ovvero La finta sprezzante (1778)
- Francesco Bianchi: L'innocenza perseguitata (1779)
- Pasquale Anfossi: Tito nelle Gallie (1780)
- Domenico Cimarosa: Cajo Mario (1780)
- Josef Mysliveček: Antigona	(1780)
- Francesco Piticchio: Il militare amante (1781)
- Giuseppe Sardi: Olimpiade (1783)
- Francesco Bianchi: Aspardi, principe di Battriano (1784)
- Angelo Tarchi: Mitridate rè di Ponto (1785)
- Joachim Albertini: Circe e Ulisses (1786)
- Niccolò Antonio Zingarelli: Armida (1786)
- Angelo Tarchi: Melite riconosciuta (1787)
- Pasquale Anfossi: Artaserse (1788)
- Angelo Tarchi: Le due rivali (1788)
- Antonio Brunetti: Li contrasti per amore (1792)
- Giuseppe Mosca: Amore e dovere (1799)
- Joachim Albertini: La virgine vestale (1803)